# Sem Sæland

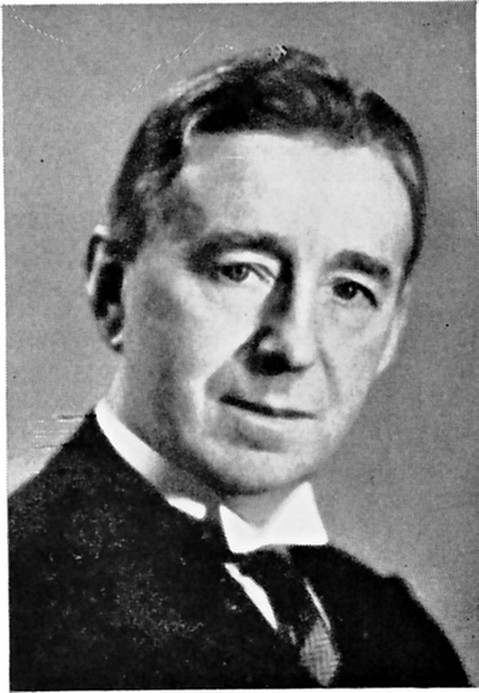
Sem Sæland.

Sem Sæland, född 17 april 1874 på Sæland på Eikeland i Time, död 25 april 1940 i Oslo, var en norsk fysiker. Han var bror till Jon Sæland.
Sæland var 1900–09 amanuens vid Kristiania universitets fysiska institution samt deltog därunder i Kristian Birkelands polarskensexpeditioner och studerade i Potsdam och Heidelberg. År 1909 utnämndes han till professor i fysik vid den 15 september 1910 öppnade Norges tekniske høgskole i Trondheim och inlade som dess förste rektor 1910–14 stor förtjänst om dess organisation. Han blev 1922 professor i experimentalfysik vid universitetet i Oslo och var 1928–36 dess rektor.
Sæland publicerade en rad avhandlingar rörande jordmagnetism och fosforescerande fenomen. Sedan 1912 är han ledamot av direktionen för Det Kongelige Norske Videnskabers Selskab i Trondheim. Han representerade 1915–18 Trondheims tredje valkrets i Stortinget, där han var ensam "vilde".
I såväl Oslo som Trondheim finns Sem Sælands vei, uppkallade efter honom.